# Marcin Koniusz
Marcin Krzysztof Koniusz (ur. 12 września 1983 w Sosnowcu) – polski szablista, wicemistrz Europy indywidualnie oraz w drużynie (czterokrotny medalista).
Podczas Igrzysk Olimpijskich w Pekinie po przegranej w 1/16 finału turnieju indywidualnego z Niemcem Nicolasem Limbachem, został sklasyfikowany na 31. miejscu.